# Mrs. Butterworth
«Mrs. Butterworth» es una canción de la banda de grunge Nirvana. Es la canción número 5 del CD 1 del box set, With The Lights Out.

## Significado
Se desconoce la creación de la canción o de donde proviene, aunque rumores hablan sobre una cierta historia donde en la niñez de Kurt Cobain, había una profesora de Matemática que maltrataba a los alumnos vomitando. Aunque nunca se pudo afirmar el significado de la canción.

## Creación
Un dato proveniente del box set With the Lights Out dice erróneamente que fue un demo en enero de 1988, en la casa de Dale Crover, pero este demo se hizo en verano de 1987, en Washington.